# Deda
Deda là một xã thuộc hạt Mureș, România. Dân số thời điểm năm 2002 là 4331 người.